# Keisuke Kinoshita
Keisuke Kinoshita (木下 恵介?, Kinoshita Keisuke; Hamamatsu, 5 dicembre 1912 – Tokyo, 30 dicembre 1998) è stato un regista e sceneggiatore giapponese.
Sebbene in occidente sia meno noto, in patria è considerato allo stesso livello di maestri del cinema come Akira Kurosawa, Yasujirō Ozu e Kenji Mizoguchi.

## Biografia
Nato in una famiglia proprietaria di una merceria si appassionò al cinema fin da bambino, desiderando fare il regista. Mentre era alle scuole superiori una troupe cinematografica andò ad Hamamatsu per girare alcune scene di un film, in questa occasione, assistendo alle riprese, Kinoshita strinse amicizia con l'attore Bando Junosuke, che lo portò a Kyoto per proporlo ai suoi produttori, tuttavia il padre era contrario alla carriera cinematografica del figlio e andò a riprendersi il ragazzo prima che questi potesse incontrare i produttori.
Successivamente i genitori, comprendendo il desiderio del figlio, lo lasciarono libero di seguire la propria passione consentendogli di entrare nella Shochiku, prima come operaio alla stampa delle pellicole, poi come operatore e direttore della fotografia fino a quando Kōzaburō Yoshimura lo volle come aiuto regista.
Durante la seconda guerra mondiale fu chiamato alle armi, combattendo in Cina fino al congedo per motivi di salute nel 1943. In quell'anno rientrò alla Shochiku come regista iniziando a dirigere i propri film. Proprio in quell'anno fu candidato e vinse il premio come regista debuttante superando Akira Kurosawa, che quell'anno esordì con Sugata Sanshirō.
Durante la carriera ha diretto oltre 50 film di generi diversi, ottenendo in patria grande successo di critica e pubblico e ricevendo molti premi. In occidente rimase pressoché sconosciuto fino agli anni ottanta. Fino a quel momento aveva ottenuto solo una nomination al Golden Globe per il miglior film straniero con Ventiquattro occhi nel 1955 e una nomination all'Oscar al miglior film straniero per Amore immortale nel 1962.
Nel 1970, insieme a Masaki Kobayashi, Akira Kurosawa e Kon Ichikawa, fondò la casa di produzione indipendente Yonki-no-Kai. L'unico film prodotto dalla società, Dodes'ka-den di Kurosawa, fu un insuccesso commerciale che pose fine alle attività della compagnia.

## Filmografia parziale
- 1943 - Il porto in fiore
- 1943 - Magoroku vive
- 1944 - La città giubilante
- 1944 - L'esercito
- 1946 - La mattina della famiglia Osone
- 1951 - Carmen se ne torna a casa
- 1952 - Il puro amore di Carmen
- 1953 - Una tragedia giapponese
- 1954 - Ventiquattro occhi
- 1956 - Taiyo to bara
- 1958 - La leggenda di Narayama
- 1961 - Amore immortale